# Arty Shead
Pas d'image ? Cliquez ici

a Compétitions nationales et continentales officielles uniquement.

b Matchs officiels uniquement.
Arty Shead, né le 29 juillet 1978, est un joueur de rugby à XIII néo-zélandais devenu international français dans les années 1990, 2000 et 2010. Il occupe le poste de centre, de pilier ou de deuxième ligne.
Natif de Nouvelle-Zélande, il décide à 18 ans de s'installer en France. Il joue une saison à Carcassonne puis rejoint Villeneuve-sur-Lot et y remporte le titre du Championnat de France en 2001, 2002 et 2003 ainsi que deux titres de Coupe de France en 2002 et 2003 avec la colonie néo-zélandaise présente (Vea Bloomfield et Vincent Wulf). Il joue par la suite à Toulouse et Limoux avec un titre de Coupe de France remportée en 2008, et enfin Pia où il est finaliste du Championnat de France et de la Coupe de France.
Fort de ses performances en club et ayant obtenu la possibilité de jouer en équipe de France, Artie Shead dispute neuf rencontres officielles entre 2001 et 2009 avec une participation à la Coupe d'Europe et au Tournoi des Quatre Nations affrontant notamment l'Australie, la Nouvelle-Zélande et la Papouasie-Nouvelle-Guinée.

## Palmarès
- Collectif :
  - Vainqueur du Championnat de France : 2001, 2002 et 2003 (Villeneuve-sur-Lot).
  - Vainqueur de la Coupe de France : 2002 et 2003 (Villeneuve-sur-Lot), 2008 (Limoux).
  - Finaliste du Championnat de France : 2009 (Limoux) et 2012 (Pia).
  - Finaliste de la Coupe de France : 2009, 2010 (Limoux), 2011 et  2012 (Pia).

### Détails en sélection
| 1. | 10 juin 2001      | Nouvelle-Zélande          | 0-36  | Test-match     | Pilier         | - | - | - | - |
| 2. | 17 juin 2001      | Papouasie-Nouvelle-Guinée | 27-16 | Test-match     | Remplaçant     | - | - | - | - |
| 3. | 20 juin 2001      | Papouasie-Nouvelle-Guinée | 24-34 | Test-match     | Remplaçant     | - | - | - | - |
| 4. | 26 juin 2001      | Irlande                   | 56-16 | Test-match     | Remplaçant     | 4 | 1 | - | - |
| 5. | 3 juillet 2001    | Écosse                    | 20-42 | Test-match     | Deuxième ligne | - | - | - | - |
| 6. | 2 novembre 2002   | Liban                     | 6-36  | Test-match     | Deuxième ligne | - | - | - | - |
| 7. | 1er novembre 2003 | Irlande                   | 26-18 | Coupe d'Europe | Deuxième ligne | - | - | - | - |
| 8. | 31 octobre 2009   | Nouvelle-Zélande          | 12-62 | Quatre Nations | Pilier         | - | - | - | - |
| 9. | 7 novembre 2009   | Australie                 | 4-42  | Quatre Nations | Pilier         | - | - | - | - |